# This Time (песня Мелани Си)
«This Time» — четвёртый и последний сингл Мелани Си с её четвёртого студийного альбома, имеющего такое же название. Выпуск сингла в Великобритании совпал с воссоединением Spice Girls для их мирового турне.
Релиз сингла в Германии, Швейцарии и Австрии состоялся 12 октября 2007 года, а в Великобритании 22 октября. В Германии сингл дебютировал на 71 позиции и добрался лишь до 69 места, что является наихудшим результатом Мелани в этой стране. В Великобритании результаты оказались ещё хуже, где сингл смог пробыть в чарте всего одну неделю, появившись на 94 месте, что тоже является самым низким результатом Мелани Си за всю её сольную карьеру. Сингл был продан более 100 000 копий по всему миру.

## Музыкальное видео
Видеосъемки этого сингла были отменены в августе 2007 года в связи с гибелью режиссёра Tim Royes. В итоге съемки проходили в сентябре вместе с другом Тима и режиссёром Адрианом Моат, отдав дань памяти покойному режиссёру видео.
Видео начинается с того, что Мелани сидидет на стуле с направленным на нее прожектором. Когда она начала петь привет песни «This Time», она встала и проследовала за направленным на нее светом. Во втором куплете Мелани лежит на полу, и она позже снова встала, чтобы проследить за светом. Когда включился мостик песни, Мелани отвернулась от света и побежала. В конце клипа свет погас, когда Мелани приблизилась к свету.
Премьера музыкального клипа состоялась 21 сентября 2007 года на официальном сайте Мелани С. В первый день его выпуска музыкальное видео становится «Самым популярным: Музыкальное видео» на чарте YouTube.

## Трек-лист и формат
UK Maxi single
1. «This Time» (Single Version) 3:30
2. «Understand» (Alternate Version)* 3:52
3. «We Love To Entertain You» 3:34
4. «This Time» (Video) 3:32

UK 7-inch single
1. «This Time» (Single Version) 3:30
2. «Understand» (Alternate Version)* 3:52

German Maxi single
1. «This Time» (Single Version) 3:30
2. «We Love To Entertain You» 3:34
3. «Understand» (Alternate Version)* 3:52
4. «This Time» (Album Version) 3:32

Switzerland 2-track CD single
1. «This Time» (Single Version) 3:30
2. «We Love To Entertain You» 3:34

- Из-за ошибки в мастерской студии все выпуски содержали оригинальную версию «Understand», несмотря на то, что они были помечены как содержащие альтернативную версию.[3] Чтобы исправить эту ошибку, официальный сайт Мелани Си дал правильный трек для бесплатной загрузки.[4]

## Релиз
| Регион         | Дата             |
| -------------- | ---------------- |
| Германия       | октябрь 12, 2007 |
| Великобритания | октябрь 22, 2007 |

## Чарты
| Чарт                                     | Пик Позиция |
| ---------------------------------------- | ----------- |
| Португалия Singles Chart                 | 12          |
| Великобритания (Official Charts Company) | 94          |
| Германия (Offizielle Top 100t)           | 69          |
| Германия Airplay Chart                   | 45          |
| Латвия European Hit Radio Airplay Top 40 | 39          |